# Mistrovství světa v házené žen 2013
21. mistrovství světa v házené žen probíhalo od 7. do 22. prosince v Srbsku. Mistrovství se zúčastnilo 24 družstev, rozdělených do čtyř šestičlenných skupin. První čtyři týmy postoupily do play off (osmifinále). Titul mistra světa získalo družstvo Brazílie.

## Pořadatelská města
| Bělehrad         | Novi Sad            | Bělehrad        | Niš                | Zrenjanin       |
| Kombank Arena    | Spens Sports Center | Pionir Hall     | Čair Sports Center | Medison Hall    |
| Kombank Arena    | Spens Sports Center | Pionir Hall     | Čair Sports Center | Medison Hall    |
| Kapacita: 19 892 | Kapacita: 7 022     | Kapacita: 7 000 | Kapacita: 4 800    | Kapacita: 2 800 |

## Výsledky a tabulky

### Základní skupiny

#### Skupina A
|    |                   | FRA   | MNG   | KOR   | NED   | COD   | DOM   | V | R | P | Skóre   | B  |
| 1. | Francie           | ***   | 17:16 | 27:22 | 23:19 | 31:13 | 27:10 | 5 | 0 | 0 | 125:80  | 10 |
| 2. | Černá Hora        | 16:17 | ***   | 24:22 | 27:25 | 35:9  | 33:19 | 4 | 0 | 1 | 135:92  | 8  |
| 3. | Korea             | 22:27 | 22:24 | ***   | 29:26 | 34:20 | 51:20 | 3 | 0 | 2 | 158:117 | 6  |
| 4. | Nizozemsko        | 19:23 | 25:27 | 26:29 | ***   | 33:21 | 44:21 | 2 | 0 | 3 | 147:121 | 4  |
| 5. | DR Kongo          | 13:31 | 9:35  | 20:34 | 21:33 | ***   | 23:22 | 1 | 0 | 4 | 86:155  | 2  |
| 6. | Dominikánská rep. | 10:27 | 19:33 | 20:51 | 21:44 | 22:23 | ***   | 0 | 0 | 5 | 92:178  | 0  |

| 7. prosince 2013 14:45 | Černá Hora  | 24:22   | Korejská republika | Pionir Hall, Bělehrad Počet diváků: 1 100 Rozhodčí: Lah, Sok (SLO) |
| 7. prosince 2013 14:45 | Bulatović 7 | (11:11) | Woo Sun-Hee 8      | Pionir Hall, Bělehrad Počet diváků: 1 100 Rozhodčí: Lah, Sok (SLO) |
| 7. prosince 2013 14:45 | 4× 3×       | Report  | 4× 3×              | Pionir Hall, Bělehrad Počet diváků: 1 100 Rozhodčí: Lah, Sok (SLO) |

| 7. prosince 2013 17:00 | Francie   | 31:13  | DR Kongo  | Pionir Hall, Bělehrad Počet diváků: 500 Rozhodčí: Marina, Minore (ARG) |
| 7. prosince 2013 17:00 | Dembélé 5 | (15:6) | Mwasesa 9 | Pionir Hall, Bělehrad Počet diváků: 500 Rozhodčí: Marina, Minore (ARG) |
| 7. prosince 2013 17:00 | 2× 3×     | Report | 4× 2× 1×  | Pionir Hall, Bělehrad Počet diváků: 500 Rozhodčí: Marina, Minore (ARG) |

| 7. prosince 2013 20:30 | Nizozemsko    | 44:21  | Dominikánská rep. | Pionir Hall, Bělehrad Počet diváků: 300 Rozhodčí: Arntsen, Røen (NOR) |
| 7. prosince 2013 20:30 | Knippenborg 9 | (20:9) | Pimentel, Pop 6   | Pionir Hall, Bělehrad Počet diváků: 300 Rozhodčí: Arntsen, Røen (NOR) |
| 7. prosince 2013 20:30 | 1× 3×         | Report | 2×                | Pionir Hall, Bělehrad Počet diváků: 300 Rozhodčí: Arntsen, Røen (NOR) |

| 8. prosince 2013 16:00 | Korejská republika | 29:26   | Nizozemsko               | Pionir Hall, Bělehrad Počet diváků: 500 Rozhodčí: Horváth, Márton (HUN) |
| 8. prosince 2013 16:00 | Kim Jin-Yi 7       | (17:11) | Van der Heijden, Groot 5 | Pionir Hall, Bělehrad Počet diváků: 500 Rozhodčí: Horváth, Márton (HUN) |
| 8. prosince 2013 16:00 | 3× 2×              | Report  | 4× 3×                    | Pionir Hall, Bělehrad Počet diváků: 500 Rozhodčí: Horváth, Márton (HUN) |

| 8. prosince 2013 18:15 | DR Kongo  | 9:35   | Černá Hora                     | Pionir Hall, Bělehrad Počet diváků: 726 Rozhodčí: Arntsen, Røen (NOR) |
| 8. prosince 2013 18:15 | Lusamba 3 | (4:19) | Miljanić-Petrovic, Bulatović 5 | Pionir Hall, Bělehrad Počet diváků: 726 Rozhodčí: Arntsen, Røen (NOR) |
| 8. prosince 2013 18:15 | 3× 2×     | Report | 4× 3×                          | Pionir Hall, Bělehrad Počet diváků: 726 Rozhodčí: Arntsen, Røen (NOR) |

| 8. prosince 2013 20:30 | Dominikánská rep. | 10:27  | Francie    | Pionir Hall, Bělehrad Počet diváků: 250 Rozhodčí: Lah, Sok (SLO) |
| 8. prosince 2013 20:30 | Andino 5          | (4:10) | Baudouin 7 | Pionir Hall, Bělehrad Počet diváků: 250 Rozhodčí: Lah, Sok (SLO) |
| 8. prosince 2013 20:30 | 6× 3×             | Report | 6× 3×      | Pionir Hall, Bělehrad Počet diváků: 250 Rozhodčí: Lah, Sok (SLO) |

| 10. prosince 2013 16:00 | Korejská republika | 34:20   | DR Kongo  | Pionir Hall, Bělehrad Počet diváků: 100 Rozhodčí: Arntsen, Røen (NOR) |
| 10. prosince 2013 16:00 | Woo Sun-Hee 7      | (19:13) | Mwasesa 9 | Pionir Hall, Bělehrad Počet diváků: 100 Rozhodčí: Arntsen, Røen (NOR) |
| 10. prosince 2013 16:00 | 1× 2×              | Report  | 5× 2×     | Pionir Hall, Bělehrad Počet diváků: 100 Rozhodčí: Arntsen, Røen (NOR) |

| 10. prosince 2013 18:15 | Černá Hora   | 33:19   | Dominikánská rep. | Pionir Hall, Bělehrad Počet diváků: 200 Rozhodčí: Horváth, Márton (HUN) |
| 10. prosince 2013 18:15 | Mehmedović 8 | (17:10) | Peña 5            | Pionir Hall, Bělehrad Počet diváků: 200 Rozhodčí: Horváth, Márton (HUN) |
| 10. prosince 2013 18:15 | 4× 3×        | Report  | 4× 2×             | Pionir Hall, Bělehrad Počet diváků: 200 Rozhodčí: Horváth, Márton (HUN) |

| 10. prosince 2013 20:30 | Nizozemsko | 19:23   | Francie   | Pionir Hall, Bělehrad Počet diváků: 400 Rozhodčí: Marina, Minore (ARG) |
| 10. prosince 2013 20:30 | Abbingh 6  | (10:10) | Signaté 6 | Pionir Hall, Bělehrad Počet diváků: 400 Rozhodčí: Marina, Minore (ARG) |
| 10. prosince 2013 20:30 | 5× 3×      | Report  | 5× 3×     | Pionir Hall, Bělehrad Počet diváků: 400 Rozhodčí: Marina, Minore (ARG) |

| 11. prosince 2013 16:00 | Dominikánská rep. | 20:51  | Korejská republika | Pionir Hall, Bělehrad Počet diváků: 150 Rozhodčí: Marina, Minore (ARG) |
| 11. prosince 2013 16:00 | López 6           | (8:27) | Kim Jin-Yi 9       | Pionir Hall, Bělehrad Počet diváků: 150 Rozhodčí: Marina, Minore (ARG) |
| 11. prosince 2013 16:00 | 5× 2×             | Report | 4× 3×              | Pionir Hall, Bělehrad Počet diváků: 150 Rozhodčí: Marina, Minore (ARG) |

| 11. prosince 2013 18:15 | Nizozemsko | 33:21   | DR Kongo  | Pionir Hall, Bělehrad Počet diváků: 300 Rozhodčí: Horváth, Márton (HUN) |
| 11. prosince 2013 18:15 | 3 hráči 5  | (18:11) | Mwasesa 8 | Pionir Hall, Bělehrad Počet diváků: 300 Rozhodčí: Horváth, Márton (HUN) |
| 11. prosince 2013 18:15 | 7× 3×      | Report  | 3× 1×     | Pionir Hall, Bělehrad Počet diváků: 300 Rozhodčí: Horváth, Márton (HUN) |

| 11. prosince 2013 20:30 | Francie   | 17:16  | Černá Hora  | Pionir Hall, Bělehrad Počet diváků: 600 Rozhodčí: Arntsen, Røen (NOR) |
| 11. prosince 2013 20:30 | 3 hráči 3 | (6:8)  | Jovanović 5 | Pionir Hall, Bělehrad Počet diváků: 600 Rozhodčí: Arntsen, Røen (NOR) |
| 11. prosince 2013 20:30 | 1× 2×     | Report | 2× 4×       | Pionir Hall, Bělehrad Počet diváků: 600 Rozhodčí: Arntsen, Røen (NOR) |

| 13. prosince 2013 16:15 | DR Kongo | 23:22   | Dominikánská rep. | Pionir Hall, Bělehrad Počet diváků: 150 Rozhodčí: Marina, Minore (ARG) |
| 13. prosince 2013 16:15 | Okoko 8  | (15:13) | Pop 6             | Pionir Hall, Bělehrad Počet diváků: 150 Rozhodčí: Marina, Minore (ARG) |
| 13. prosince 2013 16:15 | 4× 3×    | Report  | 2×                | Pionir Hall, Bělehrad Počet diváků: 150 Rozhodčí: Marina, Minore (ARG) |

| 13. prosince 2013 18:30 | Francie     | 27:22   | Korejská republika         | Pionir Hall, Bělehrad Počet diváků: 700 Rozhodčí: Horváth, Márton (HUN) |
| 13. prosince 2013 18:30 | Lacrabère 8 | (17:10) | Ryu Eun-Hee, Jung Ji-Hae 6 | Pionir Hall, Bělehrad Počet diváků: 700 Rozhodčí: Horváth, Márton (HUN) |
| 13. prosince 2013 18:30 | 5× 4×       | Report  | 4× 3×                      | Pionir Hall, Bělehrad Počet diváků: 700 Rozhodčí: Horváth, Márton (HUN) |

| 13. prosince 2013 20:45 | Černá Hora             | 27:25   | Nizozemsko        | Pionir Hall, Bělehrad Počet diváků: 600 Rozhodčí: Santos, Fonseca (POR) |
| 13. prosince 2013 20:45 | Radičević, Bulatović 8 | (14:18) | Van der Heijden 7 | Pionir Hall, Bělehrad Počet diváků: 600 Rozhodčí: Santos, Fonseca (POR) |
| 13. prosince 2013 20:45 | 6× 3×                  | Report  | 5× 3×             | Pionir Hall, Bělehrad Počet diváků: 600 Rozhodčí: Santos, Fonseca (POR) |

#### Skupina B
|    |          | BRA   | SER   | DEN   | JPN   | CHN   | ALG   | V | R | P | Skóre   | B  |
| 1. | Brazílie | ***   | 25:23 | 23:18 | 24:20 | 34:21 | 36:20 | 5 | 0 | 0 | 142:102 | 10 |
| 2. | Srbsko   | 23:25 | ***   | 23:22 | 28:26 | 32:18 | 34:14 | 4 | 0 | 1 | 140:105 | 8  |
| 3. | Dánsko   | 18:23 | 22:23 | ***   | 29:25 | 44:21 | 38:20 | 3 | 0 | 2 | 151:112 | 6  |
| 4. | Japonsko | 20:24 | 26:28 | 25:29 | ***   | 33:27 | 32:23 | 2 | 0 | 3 | 136:131 | 4  |
| 5. | Čína     | 21:34 | 18:32 | 21:44 | 27:33 | ***   | 27:25 | 1 | 0 | 4 | 114:168 | 2  |
| 6. | Alžírsko | 20:36 | 14:34 | 20:38 | 23:32 | 25:27 | ***   | 0 | 0 | 5 | 102:167 | 0  |

| 6. prosince 2013 18:00 | Srbsko  | 28:26   | Japonsko | Čair Sports Center, Niš Počet diváků: 3 800 Rozhodčí: García, Marín (ESP) |
| 6. prosince 2013 18:00 | Lekić 6 | (10:13) | Fujii 7  | Čair Sports Center, Niš Počet diváků: 3 800 Rozhodčí: García, Marín (ESP) |
| 6. prosince 2013 18:00 | 6× 4×   | Report  | 4× 3×    | Čair Sports Center, Niš Počet diváků: 3 800 Rozhodčí: García, Marín (ESP) |

| 7. prosince 2013 18:00 | Brazílie   | 36:20  | Alžírsko | Čair Sports Center, Niš Počet diváků: 1 000 Rozhodčí: Duţă, Florescu (ROU) |
| 7. prosince 2013 18:00 | da Silva 9 | (21:7) | Tizi 6   | Čair Sports Center, Niš Počet diváků: 1 000 Rozhodčí: Duţă, Florescu (ROU) |
| 7. prosince 2013 18:00 | 6× 3×      | Report | 3×       | Čair Sports Center, Niš Počet diváků: 1 000 Rozhodčí: Duţă, Florescu (ROU) |

| 7. prosince 2013 20:15 | Dánsko                    | 44:21   | Čína          | Čair Sports Center, Niš Počet diváků: 800 Rozhodčí: Krichen, Makhlouf (TUN) |
| 7. prosince 2013 20:15 | Schumacher, Kristiansen 6 | (19:13) | Zhao Jiaqin 5 | Čair Sports Center, Niš Počet diváků: 800 Rozhodčí: Krichen, Makhlouf (TUN) |
| 7. prosince 2013 20:15 | 1× 3×                     | Report  | 2×            | Čair Sports Center, Niš Počet diváků: 800 Rozhodčí: Krichen, Makhlouf (TUN) |

| 8. prosince 2013 15:45 | Čína           | 21:34   | Brazílie   | Čair Sports Center, Niš Počet diváků: 200 Rozhodčí: García, Marín (ESP) |
| 8. prosince 2013 15:45 | Wang Shuihui 5 | (12:19) | da Silva 9 | Čair Sports Center, Niš Počet diváků: 200 Rozhodčí: García, Marín (ESP) |
| 8. prosince 2013 15:45 | 4× 3×          | Report  | 4× 3×      | Čair Sports Center, Niš Počet diváků: 200 Rozhodčí: García, Marín (ESP) |

| 8. prosince 2013 18:00 | Alžírsko | 14:34  | Srbsko    | Čair Sports Center, Niš Počet diváků: 3 500 Rozhodčí: Krichen, Makhlouf (TUN) |
| 8. prosince 2013 18:00 | Ziadi 5  | (6:18) | Nišavić 9 | Čair Sports Center, Niš Počet diváků: 3 500 Rozhodčí: Krichen, Makhlouf (TUN) |
| 8. prosince 2013 18:00 | 3×       | Report | 3× 4× 1×  | Čair Sports Center, Niš Počet diváků: 3 500 Rozhodčí: Krichen, Makhlouf (TUN) |

| 8. prosince 2013 20:15 | Japonsko | 25:29   | Dánsko         | Čair Sports Center, Niš Počet diváků: 800 Rozhodčí: Gatelis, Mažeika (LTU) |
| 8. prosince 2013 20:15 | Fujii 6  | (13:13) | Kristiansen 10 | Čair Sports Center, Niš Počet diváků: 800 Rozhodčí: Gatelis, Mažeika (LTU) |
| 8. prosince 2013 20:15 | 4× 3×    | Report  | 4× 3×          | Čair Sports Center, Niš Počet diváků: 800 Rozhodčí: Gatelis, Mažeika (LTU) |

| 10. prosince 2013 15:45 | Čína          | 27:33   | Japonsko | Čair Sports Center, Niš Počet diváků: 500 Rozhodčí: Duţă, Florescu (ROU) |
| 10. prosince 2013 15:45 | Zhao Jiaqin 6 | (12:16) | Fujii 10 | Čair Sports Center, Niš Počet diváků: 500 Rozhodčí: Duţă, Florescu (ROU) |
| 10. prosince 2013 15:45 | 6× 3×         | Report  | 3×       | Čair Sports Center, Niš Počet diváků: 500 Rozhodčí: Duţă, Florescu (ROU) |

| 10. prosince 2013 18:00 | Brazílie                | 25:23   | Srbsko  | Čair Sports Center, Niš Počet diváků: 3 800 Rozhodčí: Gatelis, Mažeika (LTU) |
| 10. prosince 2013 18:00 | Amorim, do Nascimento 5 | (14:11) | Krpež 5 | Čair Sports Center, Niš Počet diváků: 3 800 Rozhodčí: Gatelis, Mažeika (LTU) |
| 10. prosince 2013 18:00 | 7× 3×                   | Report  | 3× 4×   | Čair Sports Center, Niš Počet diváků: 3 800 Rozhodčí: Gatelis, Mažeika (LTU) |

| 10. prosince 2013 20:15 | Dánsko   | 38:20  | Alžírsko    | Čair Sports Center, Niš Počet diváků: 400 Rozhodčí: García, Marín (ESP) |
| 10. prosince 2013 20:15 | Hansen 8 | (21:8) | Belakhdar 9 | Čair Sports Center, Niš Počet diváků: 400 Rozhodčí: García, Marín (ESP) |
| 10. prosince 2013 20:15 | 7× 3×    | Report | 1× 2×       | Čair Sports Center, Niš Počet diváků: 400 Rozhodčí: García, Marín (ESP) |

| 11. prosince 2013 15:45 | Brazílie        | 24:20  | Japonsko        | Čair Sports Center, Niš Počet diváků: 300 Rozhodčí: Krichen, Makhlouf (TUN) |
| 11. prosince 2013 15:45 | do Nascimento 5 | (12:8) | Fujii, Tanabe 4 | Čair Sports Center, Niš Počet diváků: 300 Rozhodčí: Krichen, Makhlouf (TUN) |
| 11. prosince 2013 15:45 | 5× 4×           | Report | 5× 3×           | Čair Sports Center, Niš Počet diváků: 300 Rozhodčí: Krichen, Makhlouf (TUN) |

| 11. prosince 2013 18:00 | Alžírsko | 25:27   | Čína            | Čair Sports Center, Niš Počet diváků: 1 000 Rozhodčí: Gatelis, Mažeika (LTU) |
| 11. prosince 2013 18:00 | Tizi 7   | (14:15) | Wang Shuihui 13 | Čair Sports Center, Niš Počet diváků: 1 000 Rozhodčí: Gatelis, Mažeika (LTU) |
| 11. prosince 2013 18:00 | 2× 3×    | Report  | 5× 3×           | Čair Sports Center, Niš Počet diváků: 1 000 Rozhodčí: Gatelis, Mažeika (LTU) |

| 11. prosince 2013 20:15 | Srbsko  | 23:12   | Dánsko             | Čair Sports Center, Niš Počet diváků: 3 800 Rozhodčí: García, Marín (ESP) |
| 11. prosince 2013 20:15 | Lekić 6 | (12:12) | Fisker, Burgaard 4 | Čair Sports Center, Niš Počet diváků: 3 800 Rozhodčí: García, Marín (ESP) |
| 11. prosince 2013 20:15 | 4× 2×   | Report  | 6× 3×              | Čair Sports Center, Niš Počet diváků: 3 800 Rozhodčí: García, Marín (ESP) |

| 13. prosince 2013 15:45 | Japonsko      | 32:23   | Alžírsko | Čair Sports Center, Niš Počet diváků: 200 Rozhodčí: Duţă, Florescu (ROU) |
| 13. prosince 2013 15:45 | Fujii, Hara 6 | (16:12) | Tizi 8   | Čair Sports Center, Niš Počet diváků: 200 Rozhodčí: Duţă, Florescu (ROU) |
| 13. prosince 2013 15:45 | 4× 3×         | Report  | 3×       | Čair Sports Center, Niš Počet diváků: 200 Rozhodčí: Duţă, Florescu (ROU) |

| 13. prosince 2013 18:00 | Srbsko  | 32:18   | Čína          | Čair Sports Center, Niš Počet diváků: 3 700 Rozhodčí: Krichen, Makhlouf (TUN) |
| 13. prosince 2013 18:00 | Lekić 8 | (19:10) | Zhao Jiaqin 6 | Čair Sports Center, Niš Počet diváků: 3 700 Rozhodčí: Krichen, Makhlouf (TUN) |
| 13. prosince 2013 18:00 | 1× 2×   | Report  | 4× 3×         | Čair Sports Center, Niš Počet diváků: 3 700 Rozhodčí: Krichen, Makhlouf (TUN) |

| 13. prosince 2013 20:15 | Dánsko   | 18:23  | Brazílie    | Čair Sports Center, Niš Počet diváků: 1 000 Rozhodčí: Gatelis, Mažeika (LTU) |
| 13. prosince 2013 20:15 | Fisker 5 | (9:14) | Cavaleiro 7 | Čair Sports Center, Niš Počet diváků: 1 000 Rozhodčí: Gatelis, Mažeika (LTU) |
| 13. prosince 2013 20:15 | 6× 3×    | Report | 5× 4×       | Čair Sports Center, Niš Počet diváků: 1 000 Rozhodčí: Gatelis, Mažeika (LTU) |

#### Skupina C
|    |           | NOR   | ESP   | POL   | ANG   | ARG   | PAR   | V | R | P | Skóre   | B  |
| 1. | Norsko    | ***   | 22:20 | 23:18 | 26:21 | 37:18 | 34:13 | 5 | 0 | 0 | 142:90  | 10 |
| 2. | Španělsko | 20:22 | ***   | 26:20 | 30:21 | 25:19 | 29:9  | 4 | 0 | 1 | 130:91  | 8  |
| 3. | Polsko    | 18:23 | 20:26 | ***   | 32:23 | 31:17 | 40:6  | 3 | 0 | 2 | 141:95  | 6  |
| 4. | Angola    | 21:26 | 21:30 | 23:32 | ***   | 33:23 | 37:12 | 2 | 0 | 3 | 135:123 | 4  |
| 5. | Argentina | 18:37 | 19:25 | 17:31 | 23:33 | ***   | 25:15 | 1 | 0 | 4 | 102:141 | 2  |
| 6. | Paraguay  | 13:34 | 9:29  | 6:40  | 12:37 | 15:25 | ***   | 0 | 0 | 5 | 55:165  | 0  |

| 7. prosince 2013 15:45 | Angola   | 33:23   | Argentina | Medison Hall, Zrenjanin Počet diváků: 1 000 Rozhodčí: Al-Mutawa, Al-Suwailam (KUW) |
| 7. prosince 2013 15:45 | Guialo 8 | (15:12) | Belotti 6 | Medison Hall, Zrenjanin Počet diváků: 1 000 Rozhodčí: Al-Mutawa, Al-Suwailam (KUW) |
| 7. prosince 2013 15:45 | 6× 3×    | Report  | 6× 2×     | Medison Hall, Zrenjanin Počet diváků: 1 000 Rozhodčí: Al-Mutawa, Al-Suwailam (KUW) |

| 7. prosince 2013 18:00 | Polsko         | 40:6   | Paraguay | Medison Hall, Zrenjanin Počet diváků: 1 000 Rozhodčí: Engberg, Laurell (SWE) |
| 7. prosince 2013 18:00 | Koniuszaniec 8 | (19:4) | Faría 3  | Medison Hall, Zrenjanin Počet diváků: 1 000 Rozhodčí: Engberg, Laurell (SWE) |
| 7. prosince 2013 18:00 | 3×             | Report | 2× 3×    | Medison Hall, Zrenjanin Počet diváků: 1 000 Rozhodčí: Engberg, Laurell (SWE) |

| 7. prosince 2013 20:15 | Norsko | 22:20   | Španělsko | Medison Hall, Zrenjanin Počet diváků: 2 000 Rozhodčí: Mošorinski, Pandžić (SRB) |
| 7. prosince 2013 20:15 | Mørk 8 | (11:10) | 3 hráči 4 | Medison Hall, Zrenjanin Počet diváků: 2 000 Rozhodčí: Mošorinski, Pandžić (SRB) |
| 7. prosince 2013 20:15 | 4× 3×  | Report  | 3× 4×     | Medison Hall, Zrenjanin Počet diváků: 2 000 Rozhodčí: Mošorinski, Pandžić (SRB) |

| 9. prosince 2013 15:45 | Paraguay | 12:37  | Angola     | Medison Hall, Zrenjanin Počet diváků: 500 Rozhodčí: Mošorinski, Pandžić (SRB) |
| 9. prosince 2013 15:45 | Gómez 6  | (7:18) | Bernardo 9 | Medison Hall, Zrenjanin Počet diváků: 500 Rozhodčí: Mošorinski, Pandžić (SRB) |
| 9. prosince 2013 15:45 | 5× 3×    | Report | 1× 3×      | Medison Hall, Zrenjanin Počet diváků: 500 Rozhodčí: Mošorinski, Pandžić (SRB) |

| 9. prosince 2013 18:00 | Španělsko | 26:20   | Polsko    | Medison Hall, Zrenjanin Počet diváků: 1 000 Rozhodčí: Al-Mutawa, Al-Suwailam (KUW) |
| 9. prosince 2013 18:00 | Barbosa 8 | (11:11) | 3 hráči 4 | Medison Hall, Zrenjanin Počet diváků: 1 000 Rozhodčí: Al-Mutawa, Al-Suwailam (KUW) |
| 9. prosince 2013 18:00 | 5× 3×     | Report  | 4× 2×     | Medison Hall, Zrenjanin Počet diváků: 1 000 Rozhodčí: Al-Mutawa, Al-Suwailam (KUW) |

| 9. prosince 2013 20:15 | Argentina | 18:37  | Norsko   | Medison Hall, Zrenjanin Počet diváků: 2 000 Rozhodčí: Santos, Fonseca (POR) |
| 9. prosince 2013 20:15 | Mendoza 4 | (9:15) | Alstad 6 | Medison Hall, Zrenjanin Počet diváků: 2 000 Rozhodčí: Santos, Fonseca (POR) |
| 9. prosince 2013 20:15 | 5× 3×     | Report | 5× 3×    | Medison Hall, Zrenjanin Počet diváků: 2 000 Rozhodčí: Santos, Fonseca (POR) |

| 10. prosince 2013 15:45 | Polsko                | 32:23   | Angola     | Medison Hall, Zrenjanin Počet diváků: 800 Rozhodčí: Santos, Fonseca (POR) |
| 10. prosince 2013 15:45 | Grzyb, Koniuszaniec 7 | (18:13) | Bernardo 5 | Medison Hall, Zrenjanin Počet diváků: 800 Rozhodčí: Santos, Fonseca (POR) |
| 10. prosince 2013 15:45 | 6× 4×                 | Report  | 2×         | Medison Hall, Zrenjanin Počet diváků: 800 Rozhodčí: Santos, Fonseca (POR) |

| 10. prosince 2013 18:00 | Španělsko         | 25:19   | Argentina | Medison Hall, Zrenjanin Počet diváků: 1 000 Rozhodčí: Engberg, Laurell (SWE) |
| 10. prosince 2013 18:00 | Fernández, Pena 6 | (14:11) | Haro 5    | Medison Hall, Zrenjanin Počet diváků: 1 000 Rozhodčí: Engberg, Laurell (SWE) |
| 10. prosince 2013 18:00 | 5× 3×             | Report  | 1× 2×     | Medison Hall, Zrenjanin Počet diváků: 1 000 Rozhodčí: Engberg, Laurell (SWE) |

| 10. prosince 2013 20:15 | Norsko    | 34:13  | Paraguay  | Medison Hall, Zrenjanin Počet diváků: 800 Rozhodčí: Al-Mutawa, Al-Suwailam (KUW) |
| 10. prosince 2013 20:15 | 4 hráči 4 | (17:8) | Cáceres 4 | Medison Hall, Zrenjanin Počet diváků: 800 Rozhodčí: Al-Mutawa, Al-Suwailam (KUW) |
| 10. prosince 2013 20:15 | 5× 2× 1×  | Report | 2× 3×     | Medison Hall, Zrenjanin Počet diváků: 800 Rozhodčí: Al-Mutawa, Al-Suwailam (KUW) |

| 12. prosince 2013 15:45 | Paraguay | 9:29   | Španělsko        | Medison Hall, Zrenjanin Počet diváků: 500 Rozhodčí: Santos, Fonseca (POR) |
| 12. prosince 2013 15:45 | Faría 4  | (0:14) | Aguilar, López 4 | Medison Hall, Zrenjanin Počet diváků: 500 Rozhodčí: Santos, Fonseca (POR) |
| 12. prosince 2013 15:45 | 2× 1×    | Report | 4× 3×            | Medison Hall, Zrenjanin Počet diváků: 500 Rozhodčí: Santos, Fonseca (POR) |

| 12. prosince 2013 18:00 | Polsko   | 31:17  | Argentina | Medison Hall, Zrenjanin Počet diváků: 1 500 Rozhodčí: Mošorinski, Pandžić (SRB) |
| 12. prosince 2013 18:00 | Wojtas 8 | (14:9) | Mendoza 6 | Medison Hall, Zrenjanin Počet diváků: 1 500 Rozhodčí: Mošorinski, Pandžić (SRB) |
| 12. prosince 2013 18:00 | 7× 3×    | Report | 5× 3×     | Medison Hall, Zrenjanin Počet diváků: 1 500 Rozhodčí: Mošorinski, Pandžić (SRB) |

| 12. prosince 2013 20:15 | Angola     | 21:26  | Norsko    | Medison Hall, Zrenjanin Počet diváků: 1 200 Rozhodčí: Al-Mutawa, Al-Suwailam (KUW) |
| 12. prosince 2013 20:15 | M. Kiala 6 | (9:12) | 3 hráči 5 | Medison Hall, Zrenjanin Počet diváků: 1 200 Rozhodčí: Al-Mutawa, Al-Suwailam (KUW) |
| 12. prosince 2013 20:15 | 2×         | Report | 6× 3×     | Medison Hall, Zrenjanin Počet diváků: 1 200 Rozhodčí: Al-Mutawa, Al-Suwailam (KUW) |

| 13. prosince 2013 15:45 | Argentina | 25:15  | Paraguay | Medison Hall, Zrenjanin Počet diváků: 500 Rozhodčí: Engberg, Laurell (SWE) |
| 13. prosince 2013 15:45 | Alonso 7  | (13:5) | Faría 6  | Medison Hall, Zrenjanin Počet diváků: 500 Rozhodčí: Engberg, Laurell (SWE) |
| 13. prosince 2013 15:45 | 2× 3×     | Report | 3×       | Medison Hall, Zrenjanin Počet diváků: 500 Rozhodčí: Engberg, Laurell (SWE) |

| 13. prosince 2013 18:00 | Angola    | 21:30   | Španělsko | Medison Hall, Zrenjanin Počet diváků: 2 000 Rozhodčí: Koo, Lee (KOR) |
| 13. prosince 2013 18:00 | Guialo 10 | (10:14) | Barbosa 9 | Medison Hall, Zrenjanin Počet diváků: 2 000 Rozhodčí: Koo, Lee (KOR) |
| 13. prosince 2013 18:00 | 2× 3×     | Report  | 4× 3×     | Medison Hall, Zrenjanin Počet diváků: 2 000 Rozhodčí: Koo, Lee (KOR) |

| 13. prosince 2013 20:15 | Norsko    | 23:18   | Polsko                     | Medison Hall, Zrenjanin Počet diváků: 1 500 Rozhodčí: Lah, Sok (SLO) |
| 13. prosince 2013 20:15 | Sulland 6 | (13:10) | Wojtas, Semeniuk-Olchawa 4 | Medison Hall, Zrenjanin Počet diváků: 1 500 Rozhodčí: Lah, Sok (SLO) |
| 13. prosince 2013 20:15 | 3×        | Report  | 2× 3×                      | Medison Hall, Zrenjanin Počet diváků: 1 500 Rozhodčí: Lah, Sok (SLO) |

#### Skupina D
|    |           | GER   | ROM   | HUN   | CZE   | TUN   | AUS   | V | R | P | Skóre   | B  |
| 1. | Německo   | ***   | 26:23 | 27:26 | 37:32 | 26:20 | 36:15 | 5 | 0 | 0 | 152:116 | 10 |
| 2. | Rumunsko  | 23:26 | ***   | 21:17 | 29:23 | 27:17 | 32:13 | 4 | 0 | 1 | 132:96  | 8  |
| 3. | Maďarsko  | 26:27 | 17:21 | ***   | 35:27 | 26:24 | 39:15 | 3 | 0 | 2 | 143:114 | 6  |
| 4. | Česko     | 32:37 | 23:29 | 27:35 | ***   | 28:24 | 34:10 | 2 | 0 | 3 | 144:135 | 4  |
| 5. | Tunisko   | 20:26 | 17:27 | 24:26 | 24:28 | ***   | 24:15 | 1 | 0 | 4 | 109:122 | 2  |
| 6. | Austrálie | 15:36 | 13:32 | 15:39 | 10:34 | 15:24 | ***   | 0 | 0 | 5 | 68:165  | 0  |

| 7. prosince 2013 14:45 | Maďarsko     | 35:27   | Česko        | Spens Sports Center, Novi Sad Počet diváků: 800 Rozhodčí: Bonaventura, Bonaventura (FRA) |
| 7. prosince 2013 14:45 | Görbiczová 9 | (18:16) | Knedlíková 6 | Spens Sports Center, Novi Sad Počet diváků: 800 Rozhodčí: Bonaventura, Bonaventura (FRA) |
| 7. prosince 2013 14:45 | 2× 3×        | Report  | 4× 1×        | Spens Sports Center, Novi Sad Počet diváků: 800 Rozhodčí: Bonaventura, Bonaventura (FRA) |

| 7. prosince 2013 17:00 | Německo        | 36:15  | Austrálie | Spens Sports Center, Novi Sad Počet diváků: 700 Rozhodčí: Koo, Lee (KOR) |
| 7. prosince 2013 17:00 | Müller, Zapf 6 | (17:7) | Potocki 9 | Spens Sports Center, Novi Sad Počet diváků: 700 Rozhodčí: Koo, Lee (KOR) |
| 7. prosince 2013 17:00 | 3× 2×          | Report | 3×        | Spens Sports Center, Novi Sad Počet diváků: 700 Rozhodčí: Koo, Lee (KOR) |

| 7. prosince 2013 19:15 | Rumunsko         | 27:17  | Tunisko   | Spens Sports Center, Novi Sad Počet diváků: 900 Rozhodčí: Birch, Stenrand (DEN) |
| 7. prosince 2013 19:15 | Neagu, Perianu 6 | (15:8) | Chebbah 5 | Spens Sports Center, Novi Sad Počet diváků: 900 Rozhodčí: Birch, Stenrand (DEN) |
| 7. prosince 2013 19:15 | 6× 3×            | Report | 1× 3×     | Spens Sports Center, Novi Sad Počet diváků: 900 Rozhodčí: Birch, Stenrand (DEN) |

| 9. prosince 2013 14:45 | Tunisko    | 24:26   | Maďarsko             | Spens Sports Center, Novi Sad Počet diváků: 400 Rozhodčí: Koo, Lee (KOR) |
| 9. prosince 2013 14:45 | Dhaouadi 6 | (15:15) | Görbiczová, Tomori 6 | Spens Sports Center, Novi Sad Počet diváků: 400 Rozhodčí: Koo, Lee (KOR) |
| 9. prosince 2013 14:45 | 4× 2×      | Report  | 5× 2×                | Spens Sports Center, Novi Sad Počet diváků: 400 Rozhodčí: Koo, Lee (KOR) |

| 9. prosince 2013 17:00 | Česko      | 32:37   | Německo   | Spens Sports Center, Novi Sad Počet diváků: 800 Rozhodčí: Coulibaly, Diabaté (CIV) |
| 9. prosince 2013 17:00 | Luzumová 9 | (13:17) | Müller 11 | Spens Sports Center, Novi Sad Počet diváků: 800 Rozhodčí: Coulibaly, Diabaté (CIV) |
| 9. prosince 2013 17:00 | 4× 2×      | Report  | 6× 3×     | Spens Sports Center, Novi Sad Počet diváků: 800 Rozhodčí: Coulibaly, Diabaté (CIV) |

| 9. prosince 2013 19:15 | Austrálie | 13:32  | Rumunsko     | Spens Sports Center, Novi Sad Počet diváků: 300 Rozhodčí: Bonaventura, Bonaventura (FRA) |
| 9. prosince 2013 19:15 | Potocki 5 | (7:16) | Ciuciulete 7 | Spens Sports Center, Novi Sad Počet diváků: 300 Rozhodčí: Bonaventura, Bonaventura (FRA) |
| 9. prosince 2013 19:15 | 2× 3×     | Report | 1× 2×        | Spens Sports Center, Novi Sad Počet diváků: 300 Rozhodčí: Bonaventura, Bonaventura (FRA) |

| 10. prosince 2013 14:45 | Česko                | 28:24   | Tunisko   | Spens Sports Center, Novi Sad Počet diváků: 400 Rozhodčí: Bonaventura, Bonaventura (FRA) |
| 10. prosince 2013 14:45 | Luzumová, Štěrbová 6 | (15:14) | Chebbah 7 | Spens Sports Center, Novi Sad Počet diváků: 400 Rozhodčí: Bonaventura, Bonaventura (FRA) |
| 10. prosince 2013 14:45 | 1× 2×                | Report  | 7× 2×     | Spens Sports Center, Novi Sad Počet diváků: 400 Rozhodčí: Bonaventura, Bonaventura (FRA) |

| 10. prosince 2013 17:00 | Německo   | 26:23   | Rumunsko  | Spens Sports Center, Novi Sad Počet diváků: 800 Rozhodčí: Birch, Stenrand (DEN) |
| 10. prosince 2013 17:00 | Müller 11 | (13:12) | Nechita 6 | Spens Sports Center, Novi Sad Počet diváků: 800 Rozhodčí: Birch, Stenrand (DEN) |
| 10. prosince 2013 17:00 | 2× 3×     | Report  | 1× 3×     | Spens Sports Center, Novi Sad Počet diváků: 800 Rozhodčí: Birch, Stenrand (DEN) |

| 10. prosince 2013 19:15 | Maďarsko             | 39:15   | Austrálie | Spens Sports Center, Novi Sad Počet diváků: 400 Rozhodčí: Coulibaly, Diabaté (CIV) |
| 10. prosince 2013 19:15 | Rédei Soós, Vincze 6 | (19:11) | Potocki 8 | Spens Sports Center, Novi Sad Počet diváků: 400 Rozhodčí: Coulibaly, Diabaté (CIV) |
| 10. prosince 2013 19:15 | 1× 3×                | Report  | 1× 2× 1×  | Spens Sports Center, Novi Sad Počet diváků: 400 Rozhodčí: Coulibaly, Diabaté (CIV) |

| 12. prosince 2013 14:45 | Austrálie | 10:34  | Česko    | Spens Sports Center, Novi Sad Počet diváků: 400 Rozhodčí: Birch, Stenrand (DEN) |
| 12. prosince 2013 14:45 | Boyd 3    | (4:15) | Crhová 8 | Spens Sports Center, Novi Sad Počet diváků: 400 Rozhodčí: Birch, Stenrand (DEN) |
| 12. prosince 2013 14:45 | 1× 2×     | Report |          | Spens Sports Center, Novi Sad Počet diváků: 400 Rozhodčí: Birch, Stenrand (DEN) |

| 12. prosince 2013 17:00 | Německo   | 26:20   | Tunisko   | Spens Sports Center, Novi Sad Počet diváků: 1 200 Rozhodčí: Koo, Lee (KOR) |
| 12. prosince 2013 17:00 | Loerper 6 | (10:11) | Chebbah 6 | Spens Sports Center, Novi Sad Počet diváků: 1 200 Rozhodčí: Koo, Lee (KOR) |
| 12. prosince 2013 17:00 | 1× 3×     | Report  | 1× 3×     | Spens Sports Center, Novi Sad Počet diváků: 1 200 Rozhodčí: Koo, Lee (KOR) |

| 12. prosince 2013 19:15 | Rumunsko | 21:17  | Maďarsko     | Spens Sports Center, Novi Sad Počet diváků: 5 000 Rozhodčí: Coulibaly, Diabaté (CIV) |
| 12. prosince 2013 19:15 | Neagu 4  | (8:10) | Görbiczová 7 | Spens Sports Center, Novi Sad Počet diváků: 5 000 Rozhodčí: Coulibaly, Diabaté (CIV) |
| 12. prosince 2013 19:15 | 5× 4×    | Report | 2× 3×        | Spens Sports Center, Novi Sad Počet diváků: 5 000 Rozhodčí: Coulibaly, Diabaté (CIV) |

| 13. prosince 2013 14:45 | Tunisko    | 24:15  | Austrálie | Spens Sports Center, Novi Sad Počet diváků: 300 Rozhodčí: Coulibaly, Diabaté (CIV) |
| 13. prosince 2013 14:45 | Dhaouadi 6 | (12:8) | Potocki 7 | Spens Sports Center, Novi Sad Počet diváků: 300 Rozhodčí: Coulibaly, Diabaté (CIV) |
| 13. prosince 2013 14:45 | 3×         | Report | 2×        | Spens Sports Center, Novi Sad Počet diváků: 300 Rozhodčí: Coulibaly, Diabaté (CIV) |

| 13. prosince 2013 17:00 | Maďarsko      | 26:27   | Německo   | Spens Sports Center, Novi Sad Počet diváků: 3 000 Rozhodčí: Bonaventura, Bonaventura (FRA) |
| 13. prosince 2013 17:00 | Görbiczová 12 | (16:14) | Müller 13 | Spens Sports Center, Novi Sad Počet diváků: 3 000 Rozhodčí: Bonaventura, Bonaventura (FRA) |
| 13. prosince 2013 17:00 | 4× 2×         | Report  | 3× 2×     | Spens Sports Center, Novi Sad Počet diváků: 3 000 Rozhodčí: Bonaventura, Bonaventura (FRA) |

| 13. prosince 2013 19:15 | Rumunsko | 29:23  | Česko                 | Spens Sports Center, Novi Sad Počet diváků: 700 Rozhodčí: Mošorinski, Pandžić (SRB) |
| 13. prosince 2013 19:15 | Neagu 5  | (14:7) | Keclíková, Luzumová 4 | Spens Sports Center, Novi Sad Počet diváků: 700 Rozhodčí: Mošorinski, Pandžić (SRB) |
| 13. prosince 2013 19:15 | 4× 3×    | Report | 3× 4×                 | Spens Sports Center, Novi Sad Počet diváků: 700 Rozhodčí: Mošorinski, Pandžić (SRB) |

### Osmifinále
| 15. prosince 2013 17:30 | Německo     | 29:21   | Angola     | Spens Sports Center, Novi Sad Počet diváků: 1 000 Rozhodčí: Lah, Sok (SLO) |
| 15. prosince 2013 17:30 | Steinbach 6 | (13:10) | M. Kiala 8 | Spens Sports Center, Novi Sad Počet diváků: 1 000 Rozhodčí: Lah, Sok (SLO) |
| 15. prosince 2013 17:30 | 2× 3×       | Report  | 3× 2×      | Spens Sports Center, Novi Sad Počet diváků: 1 000 Rozhodčí: Lah, Sok (SLO) |

| 15. prosince 2013 18:00 | Francie        | 27:19  | Japonsko         | Kombank Arena, Bělehrad Počet diváků: 500 Rozhodčí: Krichen, Makhlouf (TUN) |
| 15. prosince 2013 18:00 | Kamto Njitam 5 | (12:9) | Arihama, Fujii 5 | Kombank Arena, Bělehrad Počet diváků: 500 Rozhodčí: Krichen, Makhlouf (TUN) |
| 15. prosince 2013 18:00 | 8× 4×          | Report | 7× 3×            | Kombank Arena, Bělehrad Počet diváků: 500 Rozhodčí: Krichen, Makhlouf (TUN) |

| 15. prosince 2013 20:15 | Polsko   | 31:29   | Rumunsko | Spens Sports Center, Novi Sad Počet diváků: 2 000 Rozhodčí: Mošorinski, Pandžić (SRB) |
| 15. prosince 2013 20:15 | Wojtas 9 | (13:17) | Neagu 10 | Spens Sports Center, Novi Sad Počet diváků: 2 000 Rozhodčí: Mošorinski, Pandžić (SRB) |
| 15. prosince 2013 20:15 | 2× 3×    | Report  | 1× 3×    | Spens Sports Center, Novi Sad Počet diváků: 2 000 Rozhodčí: Mošorinski, Pandžić (SRB) |

| 15. prosince 2013 20:45 | Dánsko     | 22:21   | Černá Hora  | Kombank Arena, Bělehrad Počet diváků: 1 100 Rozhodčí: García, Marín (ESP) |
| 15. prosince 2013 20:45 | Burgaard 6 | (11:12) | Bulatović 7 | Kombank Arena, Bělehrad Počet diváků: 1 100 Rozhodčí: García, Marín (ESP) |
| 15. prosince 2013 20:45 | 4× 3×      | Report  | 3×          | Kombank Arena, Bělehrad Počet diváků: 1 100 Rozhodčí: García, Marín (ESP) |

| 16. prosince 2013 17:30 | Maďarsko     | 28:21   | Španělsko | Spens Sports Center, Novi Sad Počet diváků: 1 500 Rozhodčí: Birch, Stenrand (DEN) |
| 16. prosince 2013 17:30 | Görbiczová 6 | (17:12) | López 7   | Spens Sports Center, Novi Sad Počet diváků: 1 500 Rozhodčí: Birch, Stenrand (DEN) |
| 16. prosince 2013 17:30 | 2×           | Report  | 2× 3×     | Spens Sports Center, Novi Sad Počet diváků: 1 500 Rozhodčí: Birch, Stenrand (DEN) |

| 16. prosince 2013 18:00 | Brazílie    | 29:23   | Nizozemsko | Kombank Arena, Bělehrad Počet diváků: 300 Rozhodčí: Horváth, Márton (HUN) |
| 16. prosince 2013 18:00 | Rodrigues 7 | (16:14) | Abbingh 7  | Kombank Arena, Bělehrad Počet diváků: 300 Rozhodčí: Horváth, Márton (HUN) |
| 16. prosince 2013 18:00 | 5× 3×       | Report  | 7× 3×      | Kombank Arena, Bělehrad Počet diváků: 300 Rozhodčí: Horváth, Márton (HUN) |

| 16. prosince 2013 20:15 | Norsko          | 31:21   | Česko      | Spens Sports Center, Novi Sad Počet diváků: 1 000 Rozhodčí: Marina, Minore (ARG) |
| 16. prosince 2013 20:15 | Løkeová, Mørk 5 | (19:10) | Luzumová 6 | Spens Sports Center, Novi Sad Počet diváků: 1 000 Rozhodčí: Marina, Minore (ARG) |
| 16. prosince 2013 20:15 | 2× 3×           | Report  | 4× 3×      | Spens Sports Center, Novi Sad Počet diváků: 1 000 Rozhodčí: Marina, Minore (ARG) |

| 16. prosince 2013 20:45 | Korejská republika | 27:28   | Srbsko  | Kombank Arena, Bělehrad Počet diváků: 12 000 Rozhodčí: Santos, Fonseca (POR) |
| 16. prosince 2013 20:45 | Jung Ji-Hae 8      | (12:13) | Lekić 8 | Kombank Arena, Bělehrad Počet diváků: 12 000 Rozhodčí: Santos, Fonseca (POR) |
| 16. prosince 2013 20:45 | 3× 1×              | Report  | 3× 4×   | Kombank Arena, Bělehrad Počet diváků: 12 000 Rozhodčí: Santos, Fonseca (POR) |

### Čtvrtfinále
| 18. prosince 2013 17:30 | Brazílie                    | 33:31(PR) | Maďarsko | Kombank Arena, Bělehrad Počet diváků: 7 500 Rozhodčí: Mošorinski, Pandžić (SRB) |
| 18. prosince 2013 17:30 | do Nascimento 10            | (12:11)   | Tomori 7 | Kombank Arena, Bělehrad Počet diváků: 7 500 Rozhodčí: Mošorinski, Pandžić (SRB) |
| 18. prosince 2013 17:30 | 9× 2×                       | Report    | 4× 1×    | Kombank Arena, Bělehrad Počet diváků: 7 500 Rozhodčí: Mošorinski, Pandžić (SRB) |
| 18. prosince 2013 17:30 | ZČ: 26:26, Prodl.: 3:3, 4:2 |           |          | Kombank Arena, Bělehrad Počet diváků: 7 500 Rozhodčí: Mošorinski, Pandžić (SRB) |

| 18. prosince 2013 17:30 | Polsko             | 22:21  | Francie           | Spens Sports Center, Novi Sad Počet diváků: 1 000 Rozhodčí: Birch, Stenrand (DEN) |
| 18. prosince 2013 17:30 | Siódmiak, Wojtas 5 | (11:8) | Pineau, Dembélé 5 | Spens Sports Center, Novi Sad Počet diváků: 1 000 Rozhodčí: Birch, Stenrand (DEN) |
| 18. prosince 2013 17:30 | 4× 3×              | Report | 1× 4×             | Spens Sports Center, Novi Sad Počet diváků: 1 000 Rozhodčí: Birch, Stenrand (DEN) |

| 18. prosince 2013 20:15 | Srbsko                | 28:25   | Norsko    | Kombank Arena, Bělehrad Počet diváků: 16 028 Rozhodčí: Gatelis, Mažeika (LTU) |
| 18. prosince 2013 20:15 | Damnjanović, Cvijić 8 | (12:16) | Løkeová 5 | Kombank Arena, Bělehrad Počet diváků: 16 028 Rozhodčí: Gatelis, Mažeika (LTU) |
| 18. prosince 2013 20:15 | 2× 3×                 | Report  | 3×        | Kombank Arena, Bělehrad Počet diváků: 16 028 Rozhodčí: Gatelis, Mažeika (LTU) |

| 18. prosince 2013 20:15 | Dánsko        | 31:28   | Německo   | Spens Sports Center, Novi Sad Počet diváků: 2 500 Rozhodčí: Bonaventura, Bonaventura (FRA) |
| 18. prosince 2013 20:15 | Kristiansen 7 | (17:17) | Müller 12 | Spens Sports Center, Novi Sad Počet diváků: 2 500 Rozhodčí: Bonaventura, Bonaventura (FRA) |
| 18. prosince 2013 20:15 | 1× 2×         | Report  | 3×        | Spens Sports Center, Novi Sad Počet diváků: 2 500 Rozhodčí: Bonaventura, Bonaventura (FRA) |

### Semifinále
| 20. prosince 2013 18:00 | Polsko           | 18:24  | Srbsko  | Kombank Arena, Bělehrad Počet diváků: 18 236 Rozhodčí: Bonaventura, Bonaventura (FRA) |
| 20. prosince 2013 18:00 | Szwed-Orneborg 4 | (6:14) | Lekić 8 | Kombank Arena, Bělehrad Počet diváků: 18 236 Rozhodčí: Bonaventura, Bonaventura (FRA) |
| 20. prosince 2013 18:00 | 2× 4×            | Report | 3×      | Kombank Arena, Bělehrad Počet diváků: 18 236 Rozhodčí: Bonaventura, Bonaventura (FRA) |

| 20. prosince 2013 20:45 | Brazílie        | 27:21   | Dánsko    | Kombank Arena, Bělehrad Počet diváků: 7 000 Rozhodčí: Lah, Sok (SLO) |
| 20. prosince 2013 20:45 | do Nascimento 7 | (14:10) | 4 hráči 3 | Kombank Arena, Bělehrad Počet diváků: 7 000 Rozhodčí: Lah, Sok (SLO) |
| 20. prosince 2013 20:45 | 5× 3×           | Report  | 2× 3×     | Kombank Arena, Bělehrad Počet diváků: 7 000 Rozhodčí: Lah, Sok (SLO) |

### Finále
| 22. prosince 2013 17:15 | Brazílie        | 22:20   | Srbsko   | Kombank Arena, Bělehrad Počet diváků: 19 467 Rozhodčí: García, Marín (ESP) |
| 22. prosince 2013 17:15 | do Nascimento 6 | (13:11) | Cvijić 5 | Kombank Arena, Bělehrad Počet diváků: 19 467 Rozhodčí: García, Marín (ESP) |
| 22. prosince 2013 17:15 | 5× 2×           | Report  | 4×       | Kombank Arena, Bělehrad Počet diváků: 19 467 Rozhodčí: García, Marín (ESP) |

### O 3. místo
| 22. prosince 2013 14:30 | Dánsko         | 30:26   | Polsko      | Kombank Arena, Bělehrad Počet diváků: 6 500 Rozhodčí: Gatelis, Mažeika (LTU) |
| 22. prosince 2013 14:30 | Kristiansen 10 | (12:15) | Kulwińska 5 | Kombank Arena, Bělehrad Počet diváků: 6 500 Rozhodčí: Gatelis, Mažeika (LTU) |
| 22. prosince 2013 14:30 | 2×             | Report  | 2×          | Kombank Arena, Bělehrad Počet diváků: 6 500 Rozhodčí: Gatelis, Mažeika (LTU) |

## Prezidentský pohár (o 17. - 24. místo)

### O 17. - 20. místo
| 15. prosince 2013 17:45 | DR Kongo  | 22:23  | Čína          | Čair Sports Center Niš Počet diváků: 300 Rozhodčí: Duţă, Diabaté |
| 15. prosince 2013 17:45 | Mwasesa 6 | (8:11) | Zhao Jiaqin 7 | Čair Sports Center Niš Počet diváků: 300 Rozhodčí: Duţă, Diabaté |
| 15. prosince 2013 17:45 | 2× 3×     | Report | 2× 3×         | Čair Sports Center Niš Počet diváků: 300 Rozhodčí: Duţă, Diabaté |

| 15. prosince 2013 20:00 | Argentina | 21:27   | Tunisko          | Čair Sports Center Niš Počet diváků: 300 Rozhodčí: Engberg, Røen |
| 15. prosince 2013 20:00 | Gambino 5 | (12:14) | Sfar-Ben-Chker 8 | Čair Sports Center Niš Počet diváků: 300 Rozhodčí: Engberg, Røen |
| 15. prosince 2013 20:00 | 1×        | Report  | 4×               | Čair Sports Center Niš Počet diváků: 300 Rozhodčí: Engberg, Røen |

### O 17. místo
| 16. prosince 2013 20:45 | Čína          | 23:28   | Tunisko  | Čair Sports Center Niš Počet diváků: 300 Rozhodčí: Coulibaly, Arntsen |
| 16. prosince 2013 20:45 | Zhao Jiaqin 7 | (12:14) | Toumi 12 | Čair Sports Center Niš Počet diváků: 300 Rozhodčí: Coulibaly, Arntsen |
| 16. prosince 2013 20:45 | 3×            | Report  | 1× 2×    | Čair Sports Center Niš Počet diváků: 300 Rozhodčí: Coulibaly, Arntsen |

### O 19. místo
| 16. prosince 2013 17:45 | DR Kongo  | 19:31  | Argentina          | Čair Sports Center Niš Počet diváků: 250 Rozhodčí: Røen, Lee |
| 16. prosince 2013 17:45 | Mwasesa 4 | (7:14) | Decilio, Bianchi 7 | Čair Sports Center Niš Počet diváků: 250 Rozhodčí: Røen, Lee |
| 16. prosince 2013 17:45 | 6× 3×     | Report | 1× 3×              | Čair Sports Center Niš Počet diváků: 250 Rozhodčí: Røen, Lee |

### O 21. - 24. místo
| 15. prosince 2013 13:15 | Dominikánská rep. | 24:29  | Alžírsko | Čair Sports Center Niš Počet diváků: 300 Rozhodčí: Laurell, Lee |
| 15. prosince 2013 13:15 | Pop 7             | (9:12) | Ziadi 5  | Čair Sports Center Niš Počet diváků: 300 Rozhodčí: Laurell, Lee |
| 15. prosince 2013 13:15 | 4× 3×             | Report | 3×       | Čair Sports Center Niš Počet diváků: 300 Rozhodčí: Laurell, Lee |

| 15. prosince 2013 15:30 | Paraguay                    | 18:18(PR) | Austrálie | Čair Sports Center Niš Počet diváků: 300 Rozhodčí: Florescu, Koo |
| 15. prosince 2013 15:30 | Acuña 9                     | (12:10)   | Potocki 8 | Čair Sports Center Niš Počet diváků: 300 Rozhodčí: Florescu, Koo |
| 15. prosince 2013 15:30 | 5× 3×                       | Report    | 6× 4×     | Čair Sports Center Niš Počet diváků: 300 Rozhodčí: Florescu, Koo |
| 15. prosince 2013 15:30 | ZČ: 18:18, Prodl.: 0:0, 0:0 |           |           | Čair Sports Center Niš Počet diváků: 300 Rozhodčí: Florescu, Koo |

### O 21. místo
| 16. prosince 2013 15:30 | Alžírsko   | 19:29   | Paraguay  | Čair Sports Center Niš Počet diváků: 300 Rozhodčí: Laurell, Florescu |
| 16. prosince 2013 15:30 | Iberaken 5 | (10:13) | 3 hráči 7 | Čair Sports Center Niš Počet diváků: 300 Rozhodčí: Laurell, Florescu |
| 16. prosince 2013 15:30 | 5× 2×      | Report  | 4× 3×     | Čair Sports Center Niš Počet diváků: 300 Rozhodčí: Laurell, Florescu |

### O 23. místo
| 16. prosince 2013 13:15 | Dominikánská rep. | 27:26  | Austrálie  | Čair Sports Center Niš Počet diváků: 200 Rozhodčí: Al-Mutawa, Al-Suwailam |
| 16. prosince 2013 13:15 | 3 hráči 6         | (18:9) | Potocki 11 | Čair Sports Center Niš Počet diváků: 200 Rozhodčí: Al-Mutawa, Al-Suwailam |
| 16. prosince 2013 13:15 | 6× 2×             | Report | 1× 3×      | Čair Sports Center Niš Počet diváků: 200 Rozhodčí: Al-Mutawa, Al-Suwailam |

## Statistiky

### All Stars
| Brankář        | Bárbara Arenhartová  |
| Levá spojka    | Sanja Damnjanovićová |
| Střední spojka | Anita Görbiczová     |
| Pravá spojka   | Susann Müllerová     |
| Levé křídlo    | Maria Fiskerová      |
| Pivot          | Dragana Cvijićová    |
| Pravé křídlo   | Woo Sun-Hee          |

### Nejlepší střelci
| Poř. | Nejlepší střelci        | Branky |
| ---- | ----------------------- | ------ |
| 1.   | Susann Müllerová        | 62     |
| 2.   | Alexandra do Nascimento | 54     |
| 3.   | Sally Potockiová        | 48     |
|      | Anita Görbiczová        | 48     |
| 5.   | Sanja Damnjanovićová    | 46     |
|      | Andrea Lekićová         | 46     |
| 7.   | Kristina Kristiansenová | 45     |
| 8.   | Christianne Mwasesa     | 42     |
| 9.   | Ana Paula Rodriguesová  | 39     |
|      | Alina Wojtasová         | 39     |

### Soupiska mistrů světa
1.  Brazílie
| - Fabiana Dinizová - Alexandra do Nascimento - Samira Rochaová - Daniela Piedadeová - Amanda de Andradeová - Fernanda da Silvaová | - Ana Paula Rodriguesová - Bárbara Arenhartová - Elaine Gomesová - Mayssa Pessoaová - Karoline de Souzaová | - Eduarda Amorimová - Deborah Nunesová - Mariana Costaová - Mayara Mouraová - Deonise Cavaleirová |

Trenér: Morten Soubak.

## Konečné pořadí
| 21.              | Mistrovství světa 2013 | Z | V | R | P | Skóre   | B  |
| Zlatá medaile    | Brazílie               | 9 | 9 | 0 | 0 | 253:197 | 18 |
| Stříbrná medaile | Srbsko                 | 9 | 7 | 0 | 2 | 240:197 | 14 |
| Bronzová medaile | Dánsko                 | 9 | 6 | 0 | 3 | 256:214 | 12 |
| 4.               | Polsko                 | 9 | 5 | 0 | 4 | 238:199 | 10 |
| 5.               | Norsko                 | 7 | 6 | 0 | 1 | 198:121 | 12 |
| 6.               | Francie                | 7 | 6 | 0 | 1 | 173:121 | 12 |
| 7.               | Německo                | 7 | 6 | 0 | 1 | 209:168 | 12 |
| 8.               | Maďarsko               | 7 | 4 | 0 | 3 | 202:168 | 8  |
| 9.               | Španělsko              | 6 | 4 | 0 | 2 | 151:119 | 8  |
| 10.              | Rumunsko               | 6 | 4 | 0 | 2 | 161:127 | 8  |
| 11.              | Černá Hora             | 6 | 4 | 0 | 2 | 156:114 | 8  |
| 12.              | Jižní Korea            | 6 | 3 | 0 | 3 | 185:145 | 6  |
| 13.              | Nizozemsko             | 6 | 2 | 0 | 4 | 170:150 | 4  |
| 14.              | Japonsko               | 6 | 2 | 0 | 4 | 155:158 | 4  |
| 15.              | Česko                  | 6 | 2 | 0 | 4 | 165:166 | 4  |
| 16.              | Angola                 | 6 | 2 | 0 | 4 | 156:152 | 4  |
| 17.              | Tunisko                | 7 | 3 | 0 | 4 | 164:167 | 6  |
| 18.              | Čína                   | 7 | 2 | 0 | 5 | 160:218 | 4  |
| 19.              | Argentina              | 7 | 2 | 0 | 5 | 154:187 | 4  |
| 20.              | DR Kongo               | 7 | 1 | 0 | 6 | 127:209 | 2  |
| 21.              | Paraguay               | 7 | 2 | 0 | 5 | 107:205 | 4  |
| 22.              | Alžírsko               | 7 | 1 | 0 | 6 | 150:220 | 2  |
| 23.              | Dominikánská republika | 7 | 1 | 0 | 6 | 143:233 | 2  |
| 24.              | Austrálie              | 7 | 0 | 0 | 7 | 115:215 | 0  |